# ویل کاتکارت
ویل کاتکارت (به انگلیسی: Will Cathcart) مدیرعامل آمریکایی واتس‌اپ، یک اپلیکیشن پیام‌رسانی موبایل است.

## تحصیلات
ویل از دانشگاه کولگیت با مدرک لیسانس در اقتصاد ریاضی یا همان اقتصاد نظری فارغ‌التحصیل شد.

## زندگی حرفه‌ای
ویل کاتکارت از سال ۲۰۰۶ تا ۲۰۱۰ به مدت چهار سال در گوگل کار می‌کرد و مسئول توسعه فناوری‌های ضد هرزنامه برای محصولات گوگل ازجمله جیمیل بود.
ویل در سال ۲۰۱۰ به شرکت متا پلتفرمز با نام تجاری متا، شرکت خوشه‌ای تکنولوژی آمریکایی ملحق شد که در آن زمان فیس‌بوک نامیده می‌شد.
کاتکارت تا سال ۲۰۱۹ معاون فیس‌بوک بود که در آنجا بر توسعه و استراتژی همه محصولات برنامه فیس‌بوک ازجمله ویدیو، گروه‌ها، مارکت پلیس، فید اخبار، استوری‌ها و موارد دیگر نظارت داشت.
ویل کاتکارت از سال ۲۰۱۹ تا به امروز سمت مدیرعاملی واتس‌اپ را بر عهده دارد.